# Torneo WTA de San Petersburgo 2022
El St. Petersburg Ladies Trophy 2022 fue un torneo profesional de tenis femenino jugado en cancha dura bajo techo. Fue la séptima edición de este torneo y formó parte del WTA Tour en 2022. Se llevó a cabo en San Petersburgo, Rusia desde el 6 al 13 de febrero.

## Cabezas de serie

### Individuales femenino
| Tenista                  | Ranking | Preclasificada |
| María Sákkari            | 8       | 1              |
| Anett Kontaveit          | 9       | 2              |
| Elena Rybakina           | 12      | 3              |
| Anastasia Pavlyuchenkova | 14      | 4              |
| Belinda Bencic           | 19      | 5              |
| Petra Kvitová            | 24      | 6              |
| Jeļena Ostapenko         | 25      | 7              |
| Elise Mertens            | 26      | 8              |

- Ranking del 31 de enero de 2022.[1]

### Dobles femenino
| Tenista                            | Ranking | Preclasificada |
| Veronika Kudermetova Elise Mertens | 13      | 1              |
| Nadiia Kichenok Raluca Olaru       | 59      | 2              |
| Zhaoxua Yang Yifan Xu              | 74      | 3              |
| Eri Hozumi Makoto Ninomiya         | 86      | 4              |

## Campeones

### Individual femenino
Anett Kontaveit venció a  María Sákkari por 5-7, 7-6(7-4), 7-5

### Dobles femenino
Anna Kalinskaya /  Caty McNally vencieron a  Alicja Rosolska /  Erin Routliffe por 6-3, 6-7(5-7), [10-4]